# Hejnums kyrka
Hejnums kyrka är en kyrkobyggnad i Hejnums socken på Gotland. Den är församlingskyrka i Väskinde församling i Visby stift.

## Kyrkobyggnaden
Hejnums kyrka är murad under 1200-talet. Den består av långhus med smalare, rakt avslutat kor i öster, kyrktorn i väster samt en sakristia på korets nordsida. På kyrkans norra sida i det västra hörnet finns en kraftig strävpelare. Tornet, vilket uppfördes i början av 1200-talet, härstammar från en tidigare, mindre absidkyrka från omkring 1200, vars grundmurar påträffades vid en grävning 1914. Befintligt långhus med kor och sakristia uppfördes i mitten av 1200-talet. Delar av rundbågsfris samt reliefer (jämför med Bro kyrka) från den gamla kyrkan finns inmurade i nuvarande långhus och kor. Kvar från den äldre kyrkan finns även långhusportalen med fågelkapitäl, om än i förändrat skick. Ovanför tornets västportal finns en runinskrift, "Botvid stenmästare". Kyrkan har vitputsade fasader och branta sadeltak (långhuset något högre än koret). Tornet, med kolonettförsedda ljudgluggar, kröns av en åttkantig tornspira. Långhusets huvudportal har en ovanlig placering på den norra sidan, till följd av kyrkans läge söder om landsvägen. De lansettformade fönstren, med östväggens trefönstergrupp, är alla ursprungliga. Korportalen, med ranksirat tympanon, är troligen utförd av Lafrans Botvidsson (som anges som byggare till Hellvi kyrka i en runskrift i en liknande korportal där). Långhuset täcks invändigt av två tältvalv. Triumfbågen är svagt spetsbågeformad. I kor och långhus finns ornamentala kalkmålningar från omkring 1250, samt rester av 1400-talsmålningar av Passionsmästaren. Kyrkan genomgick en restaurering 1960 efter förslag av arkitekt Olle Karth.

## Inventarier

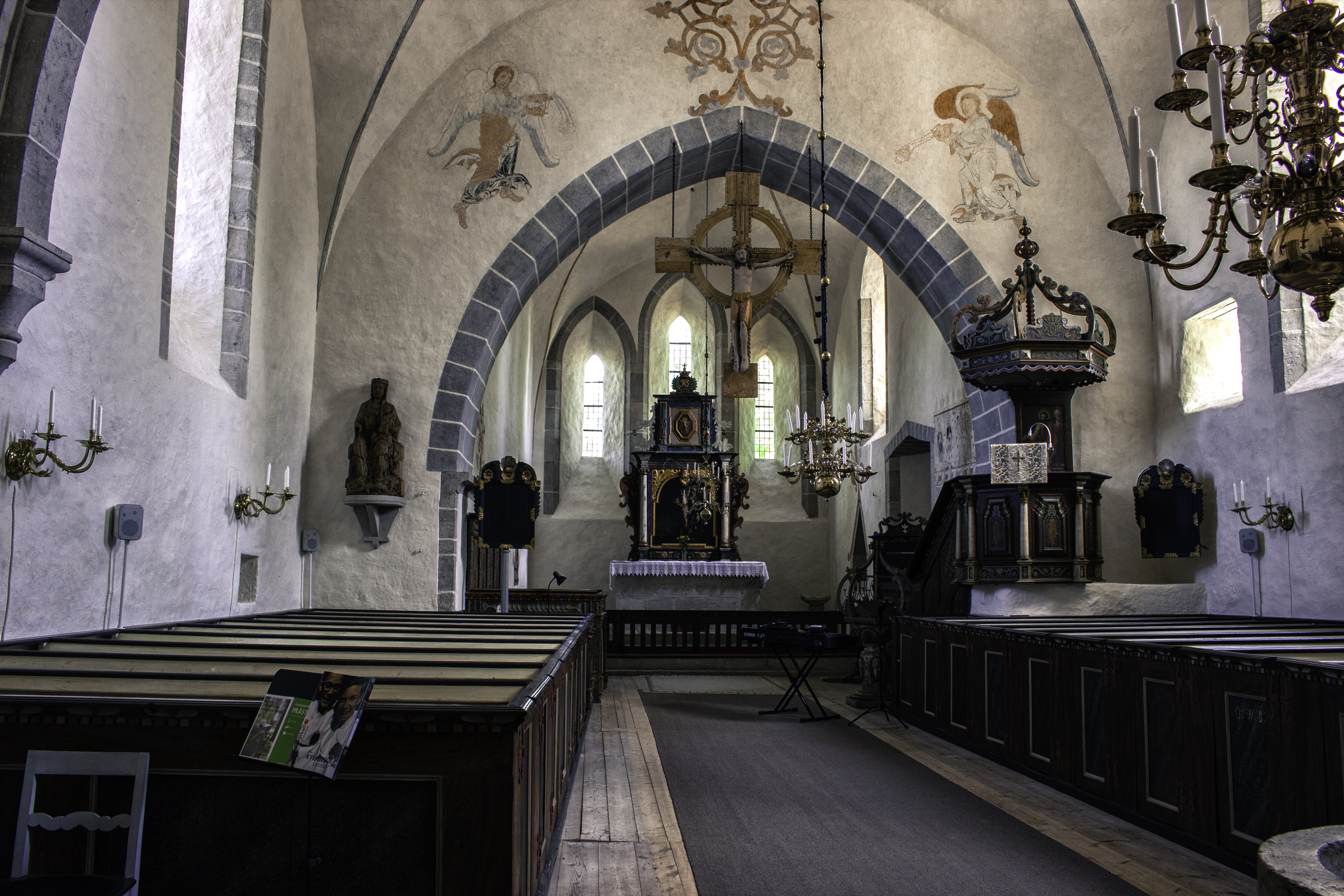
Interiör

- I kyrkan finns två dopfuntar. Den äldre funten är från 1200-talet, medan den yngre i barockstil är daterad till 1600-talet.
- Ett krucifix med ringkors hänger i triumfbågen och är daterat till omkring 1250.
- Altartavlan tillkom 1738.
- Predikstolen tillkom 1704.
- Korbänk från 1706

### Orgel
Orgeln är mekanisk och byggdes 1968 av John Grönvall Orgelbyggeri.
| Manual        | Pedal      | Koppel  |
| Gedackt 8’    | Subbas 16’ | Man/Ped |
| Principal 4’  |            |         |
| Rörflöjt 4’   |            |         |
| Waldflöjt 2’  |            |         |
| Scharf 2 chor |            |         |

## Omgivning
- En medeltida stiglucka finns bevarad på kyrkogårdens norra sida.

## Bilder

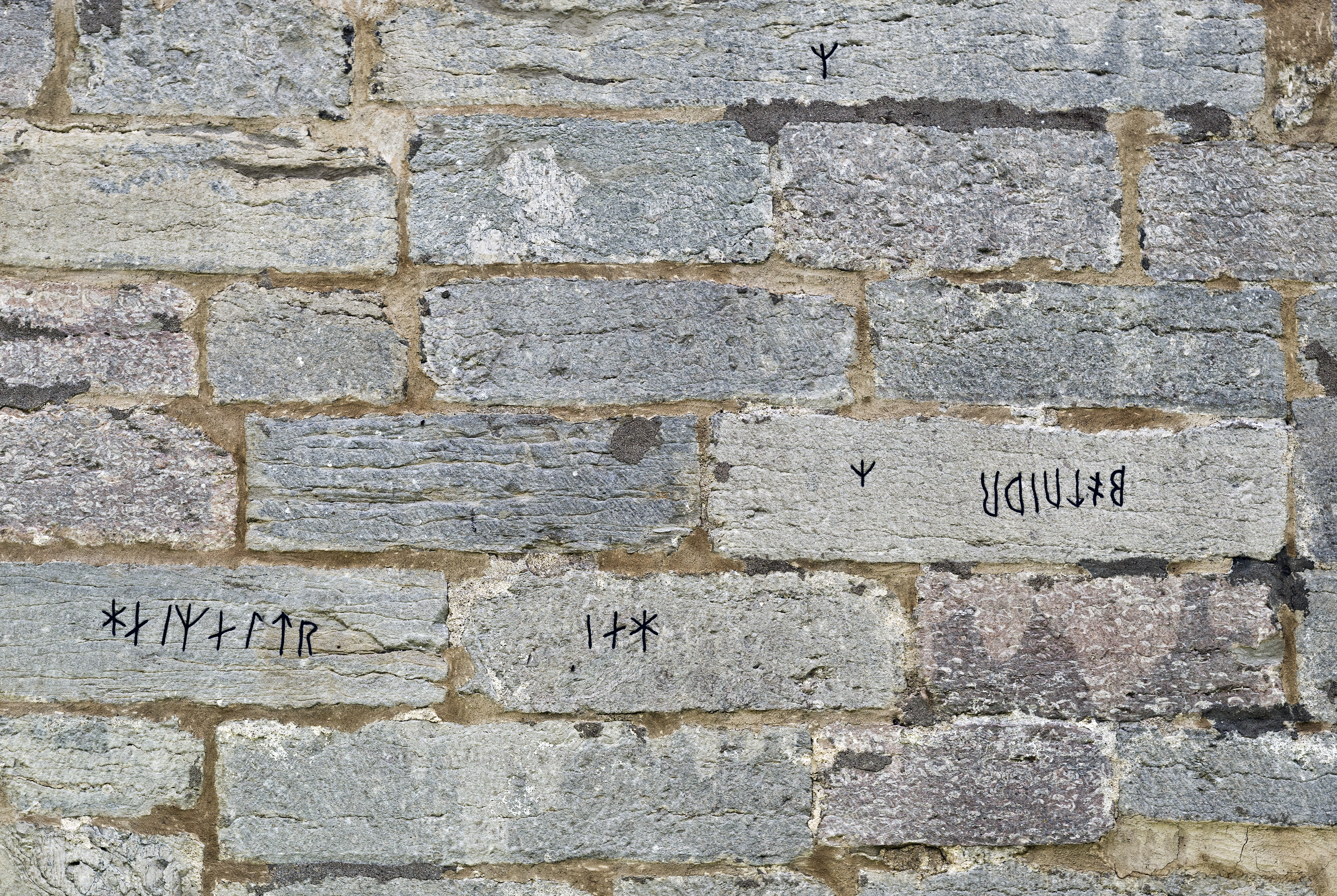
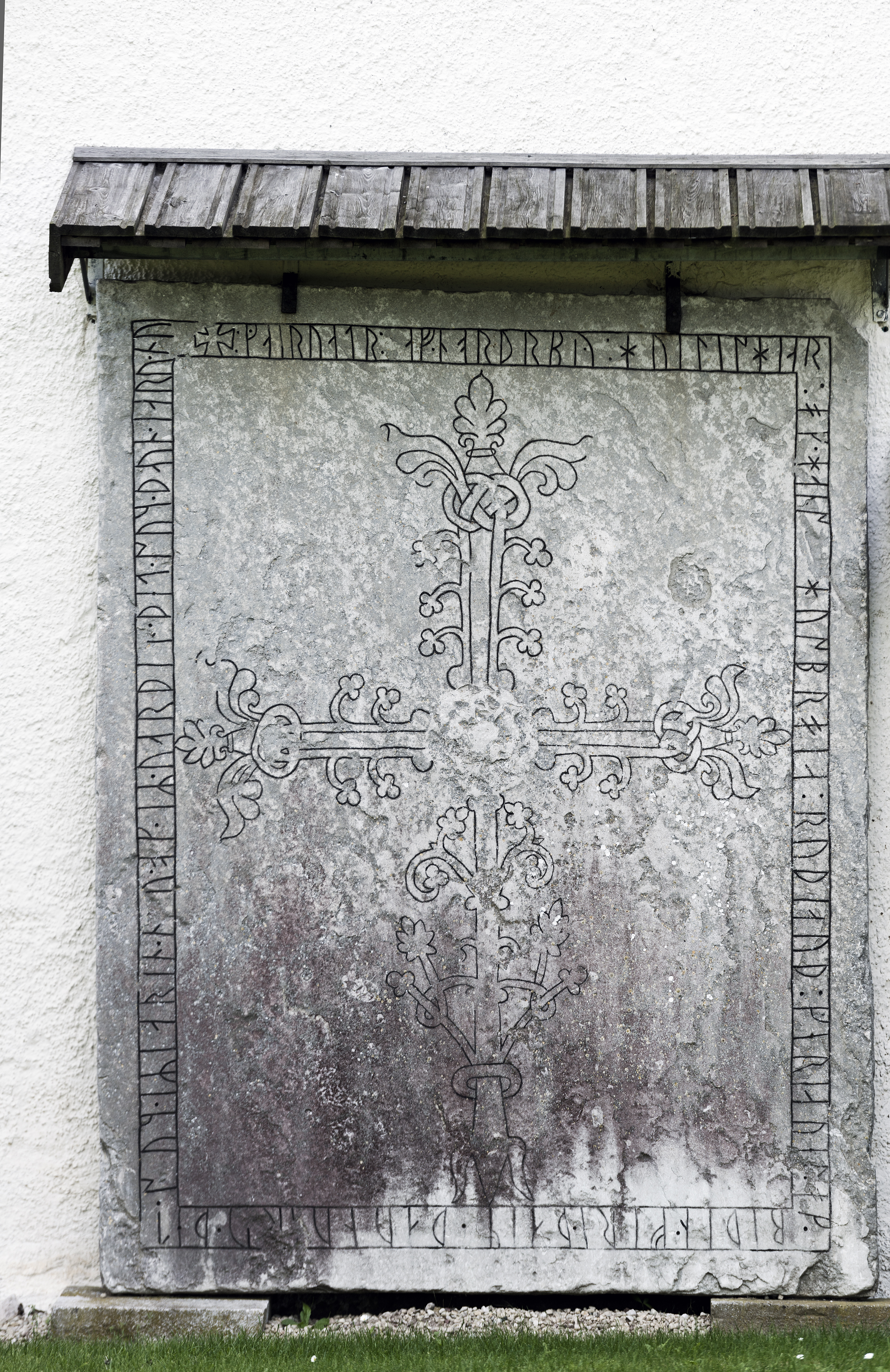
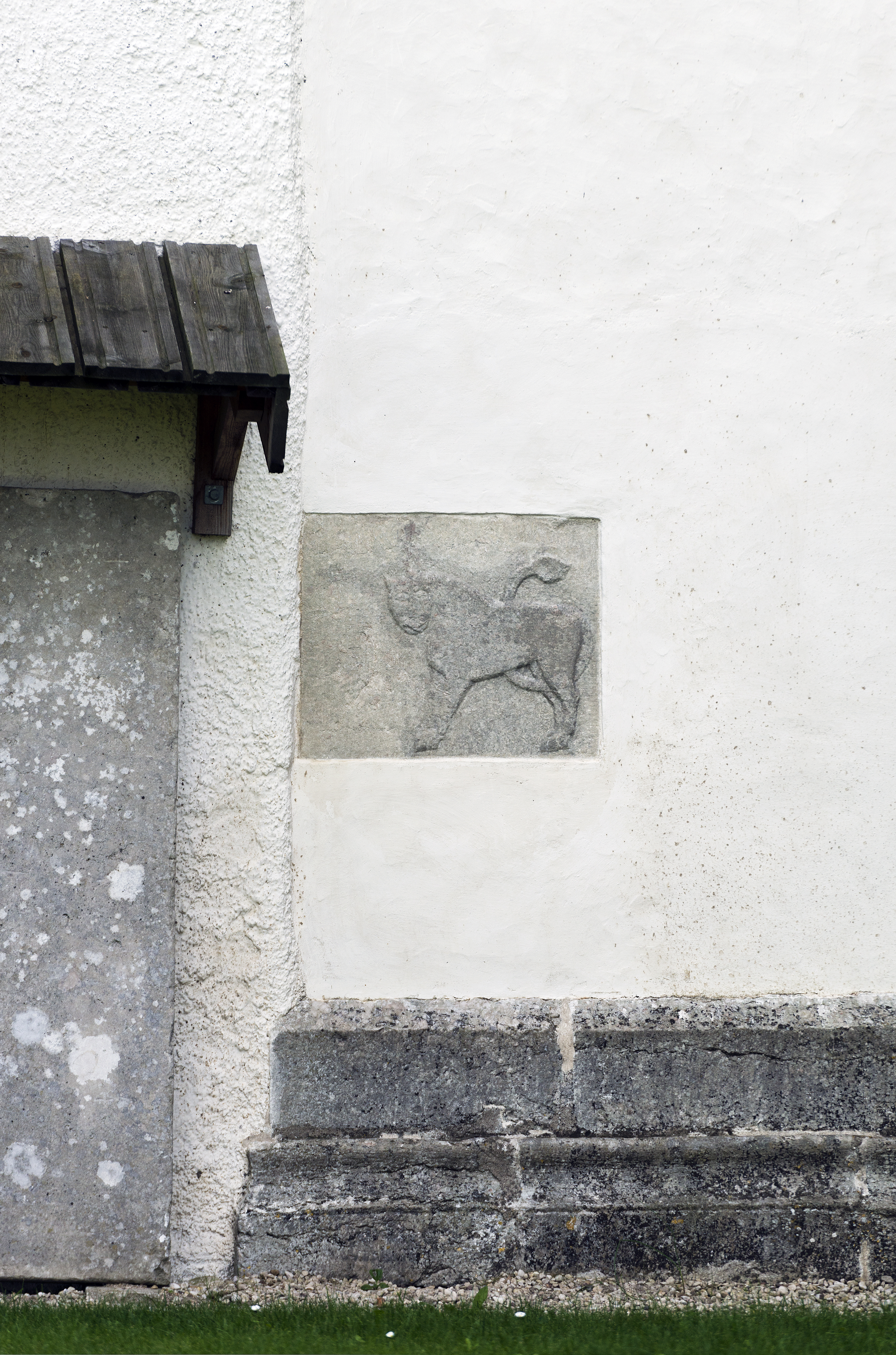
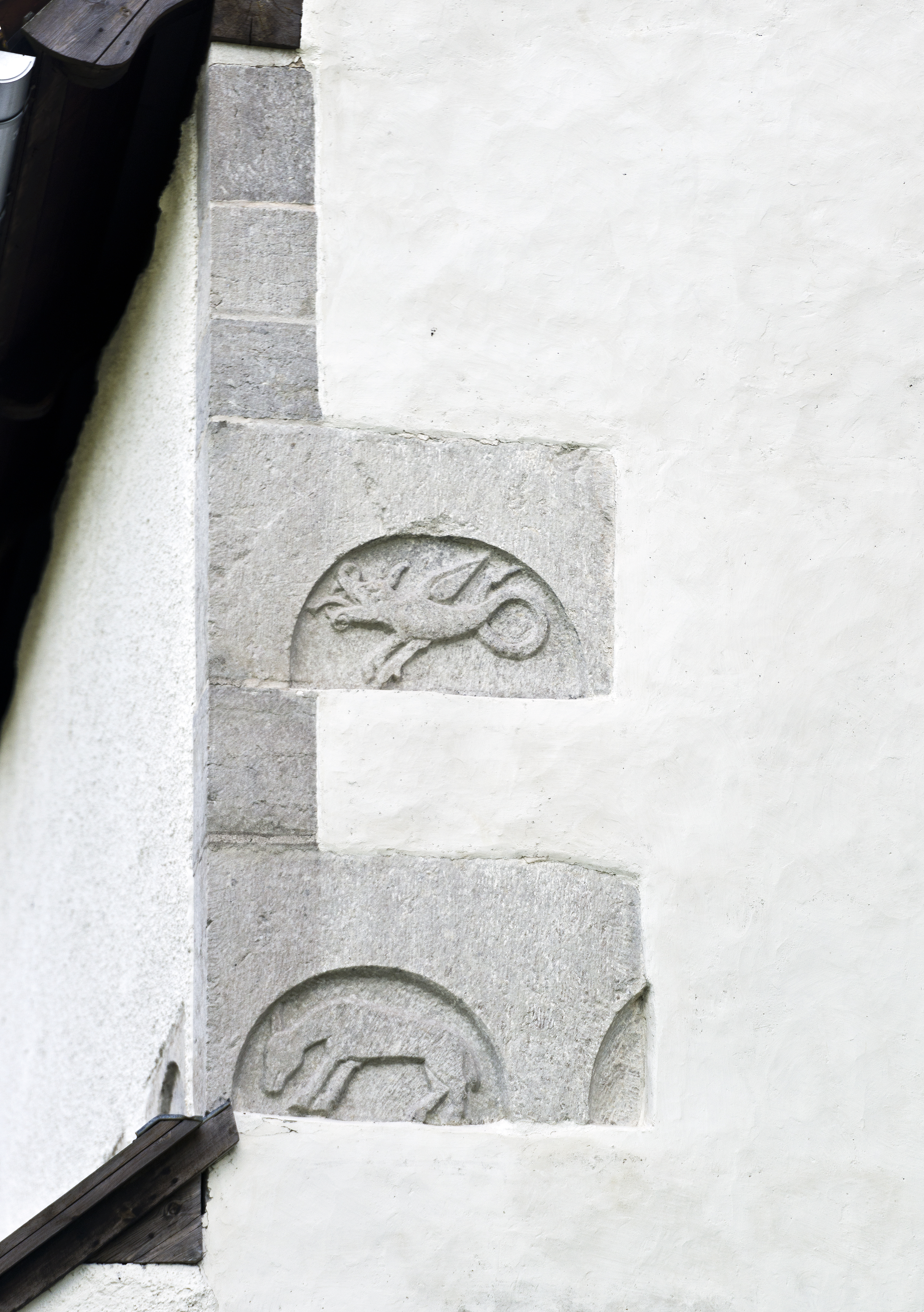
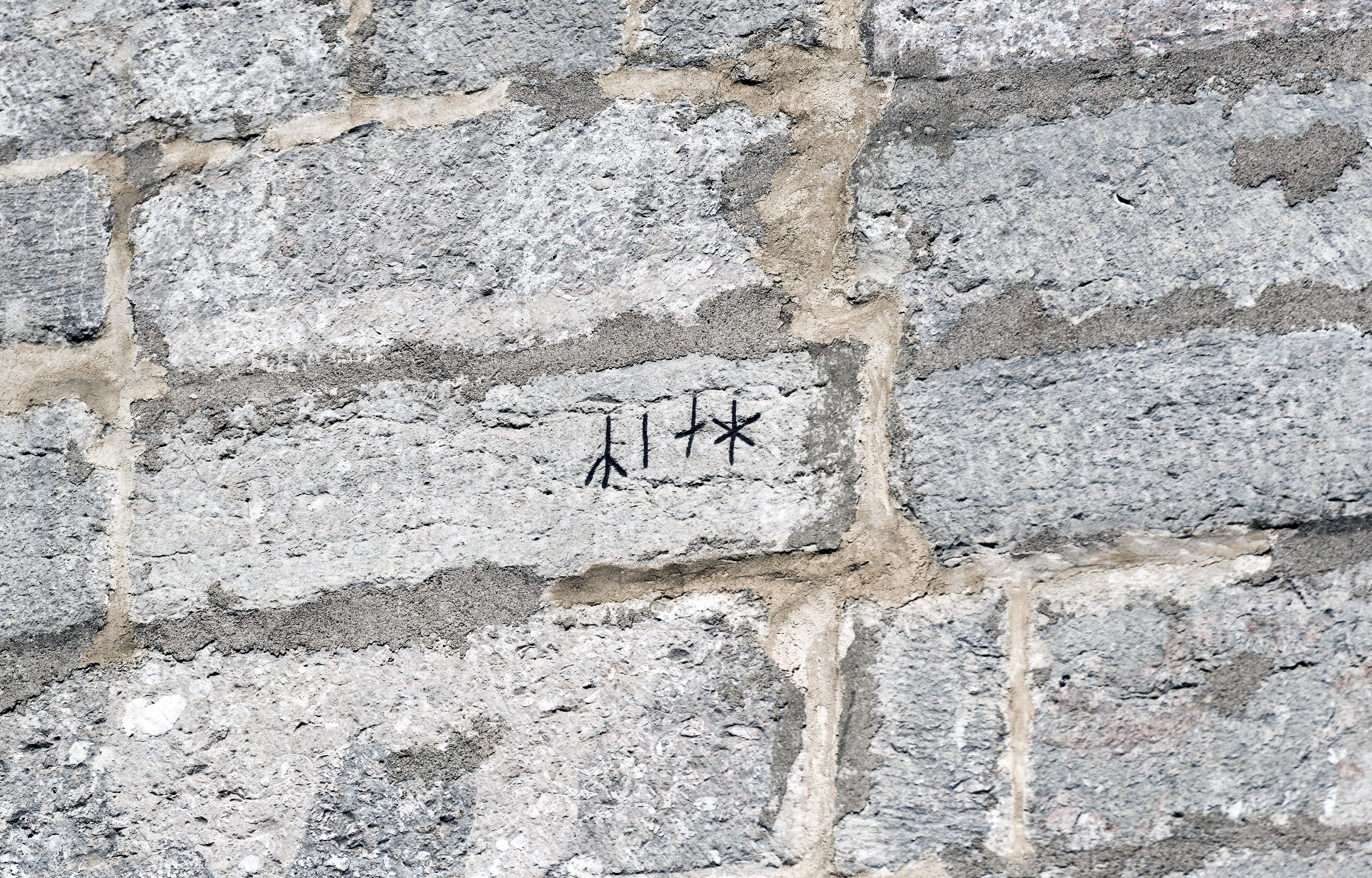
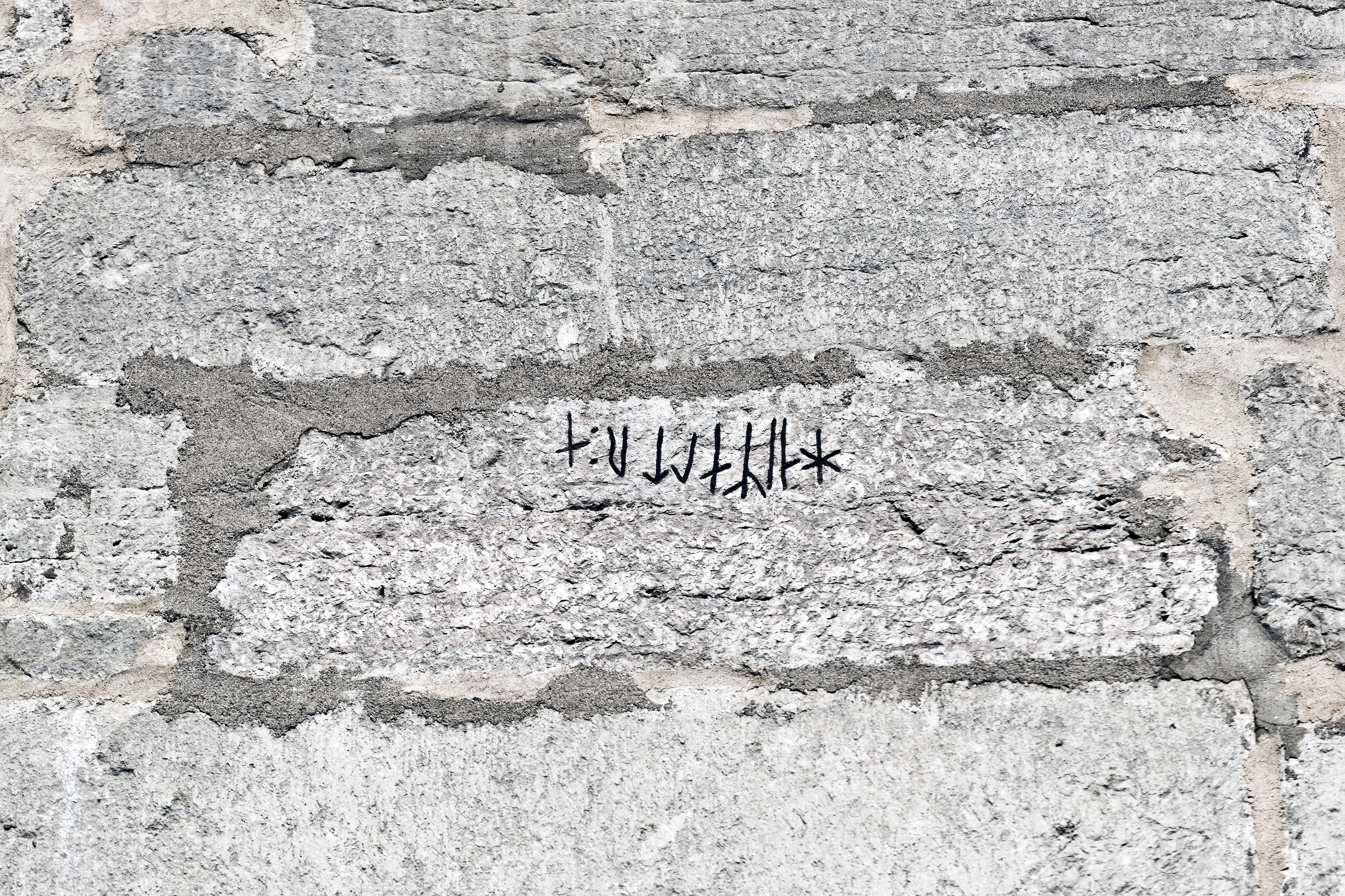
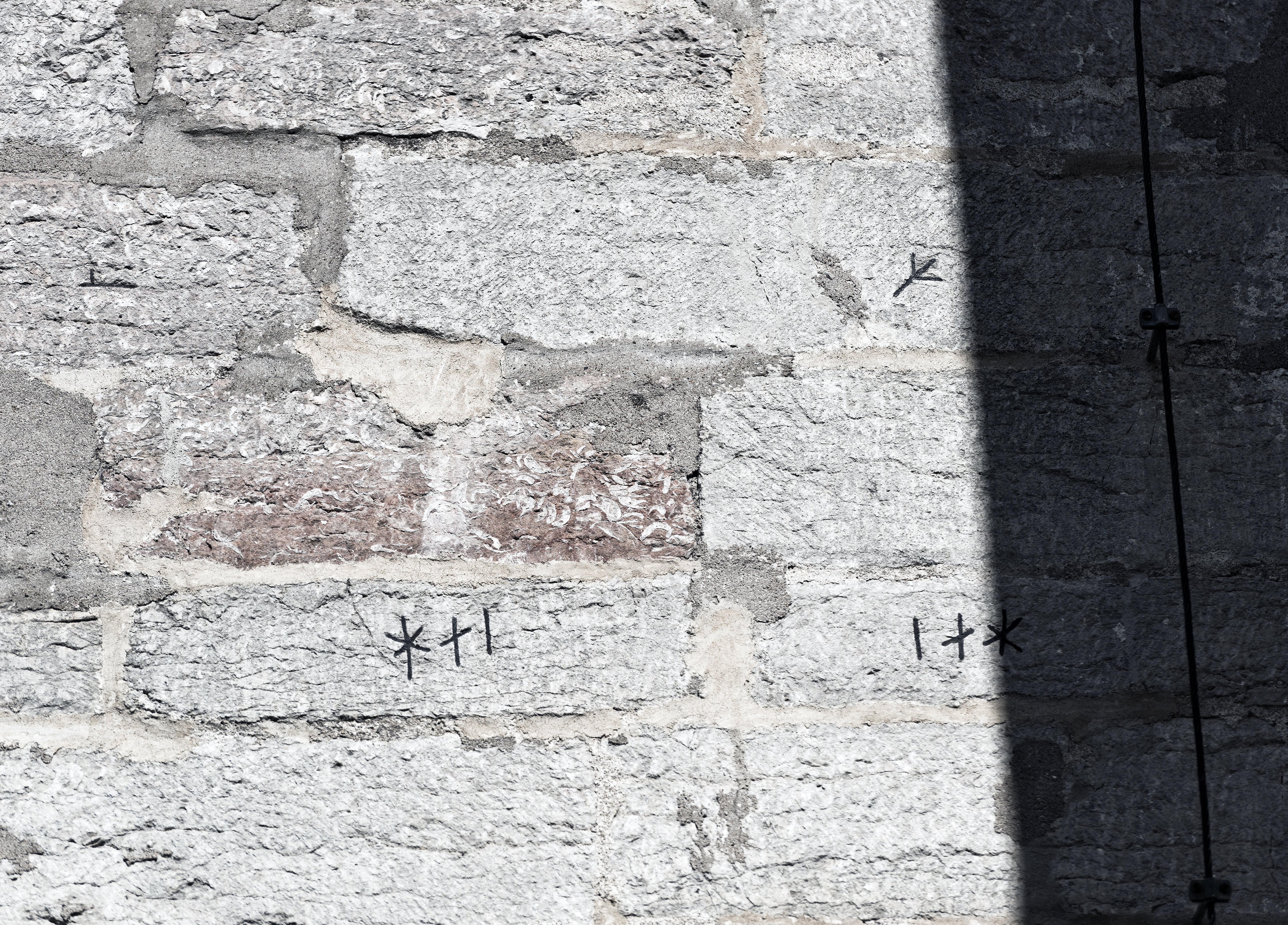
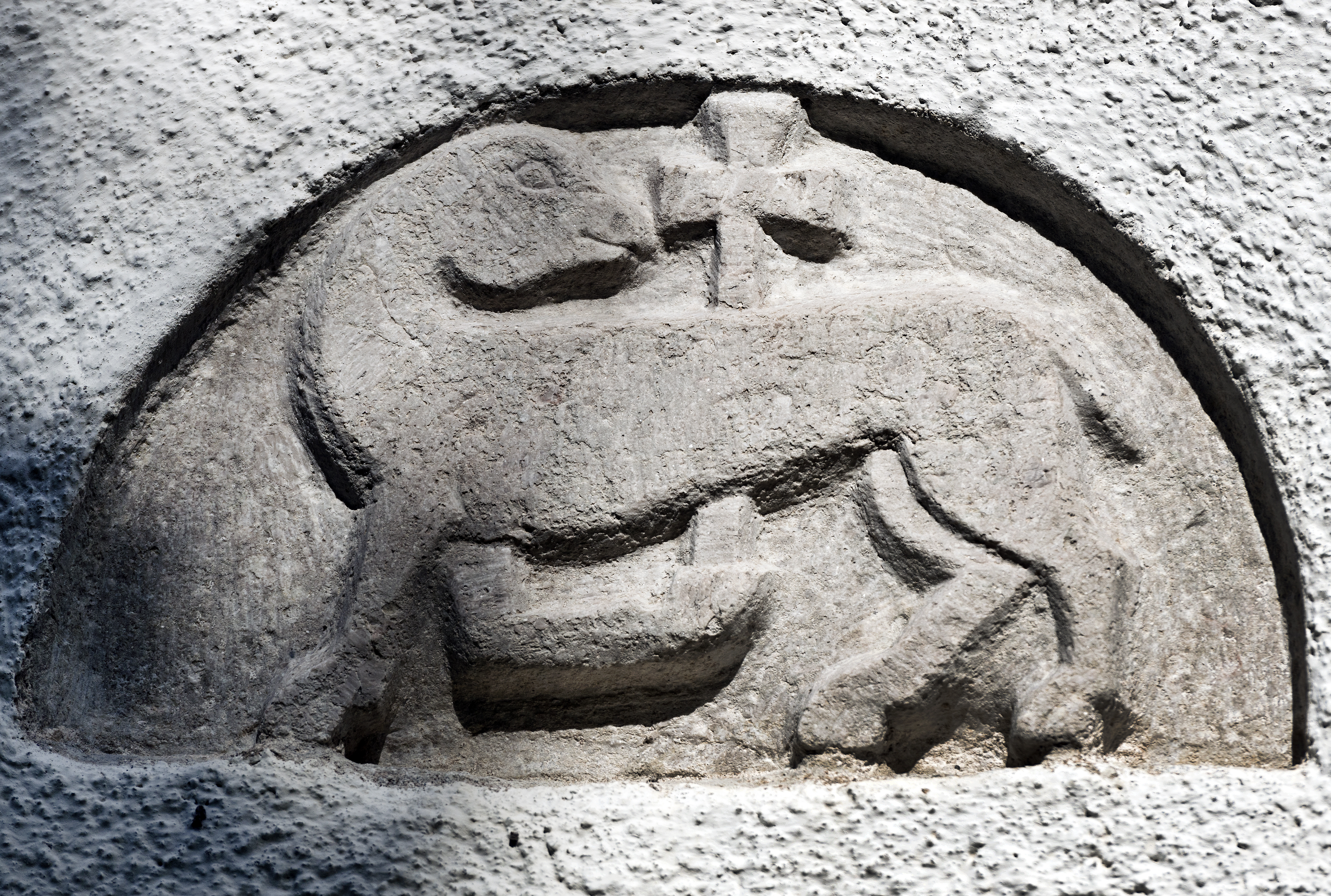
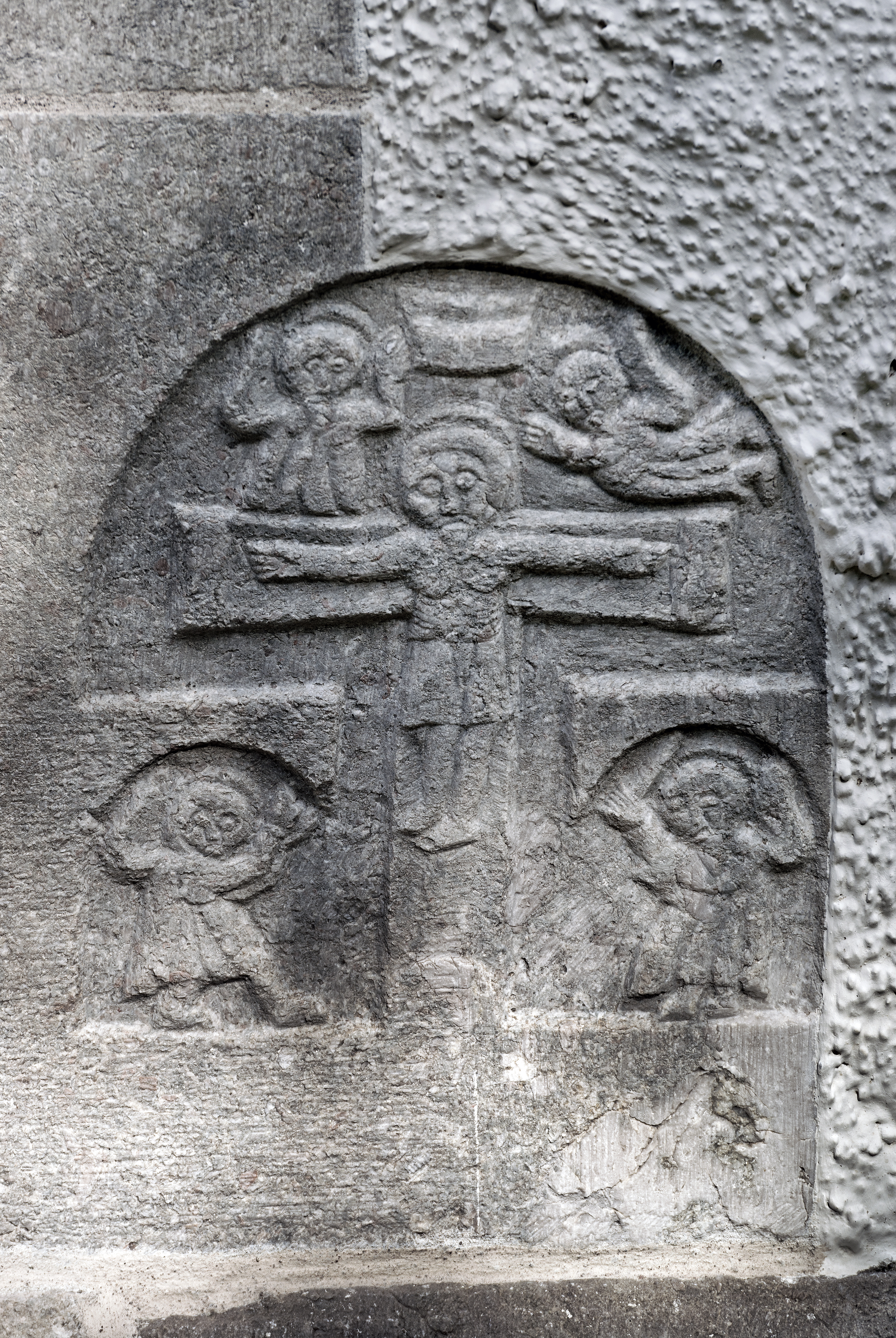
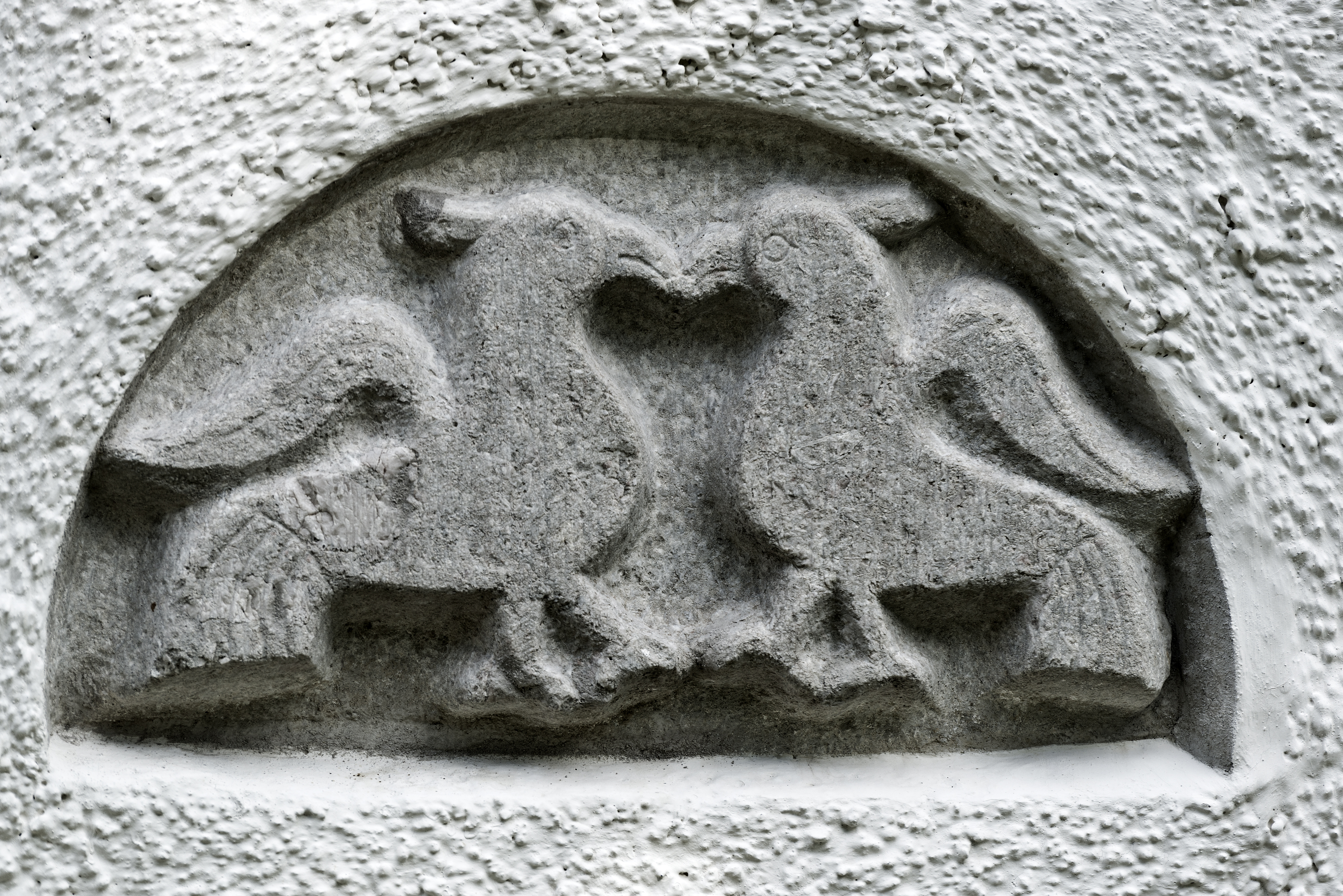
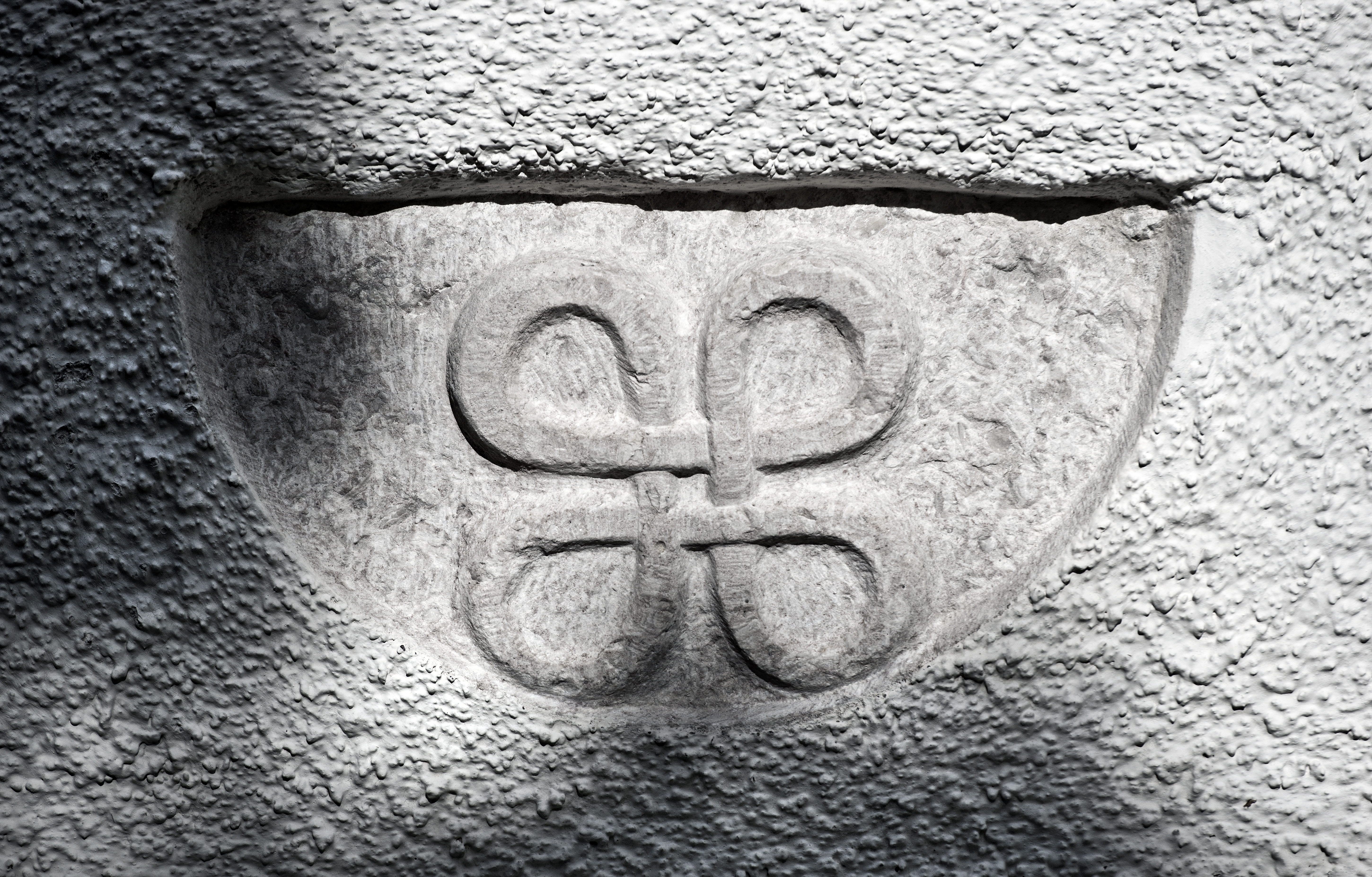
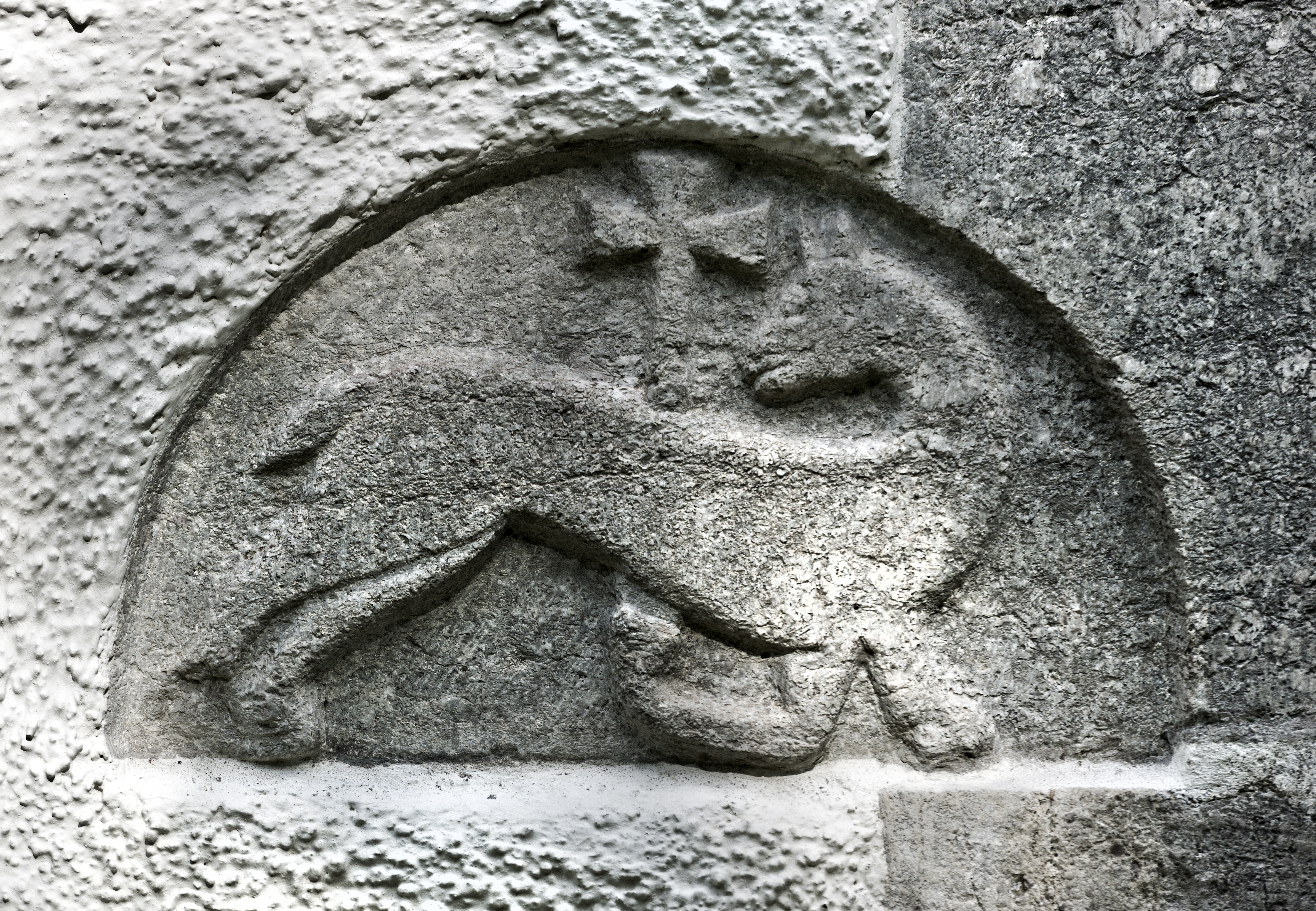
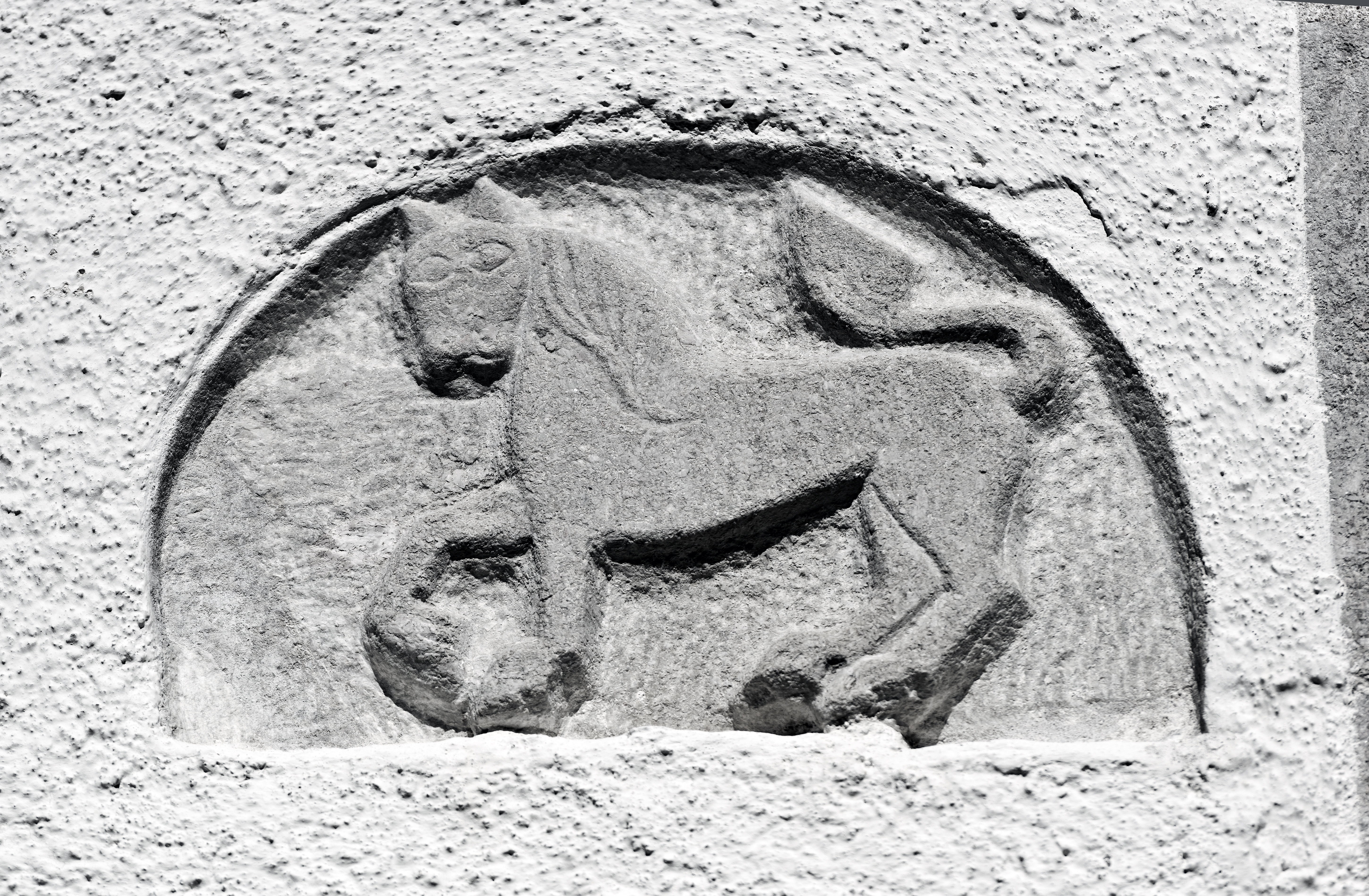
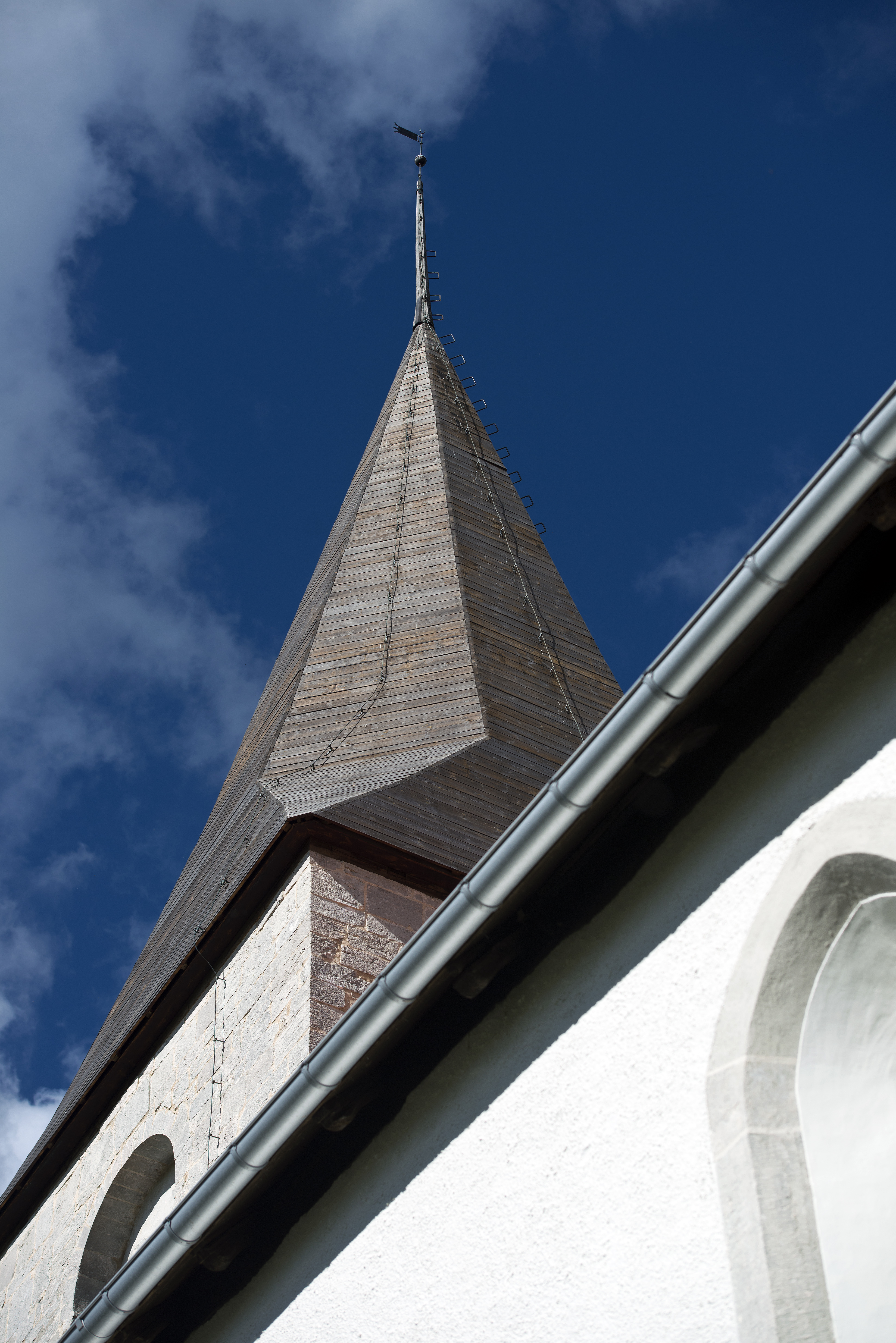
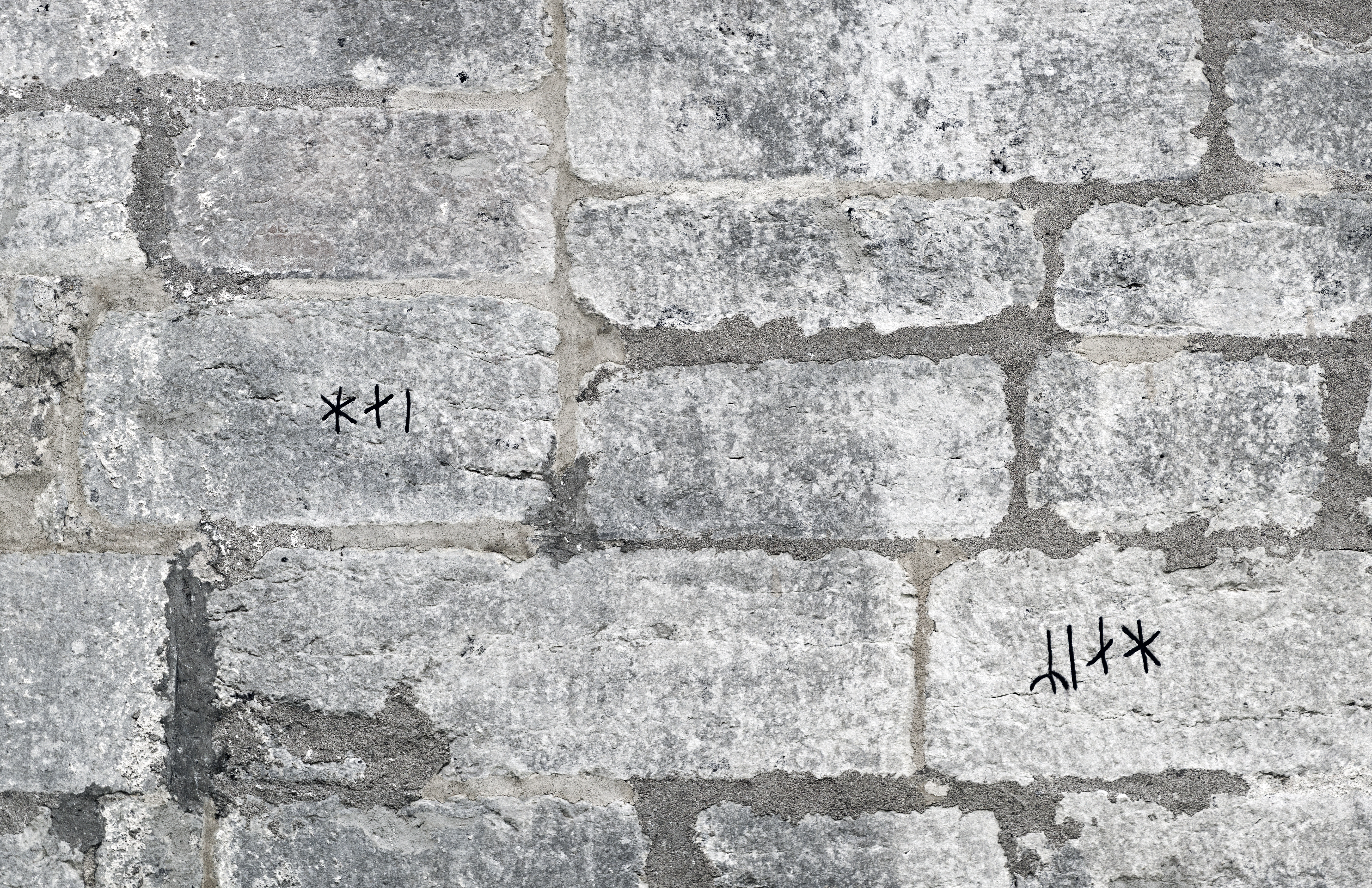
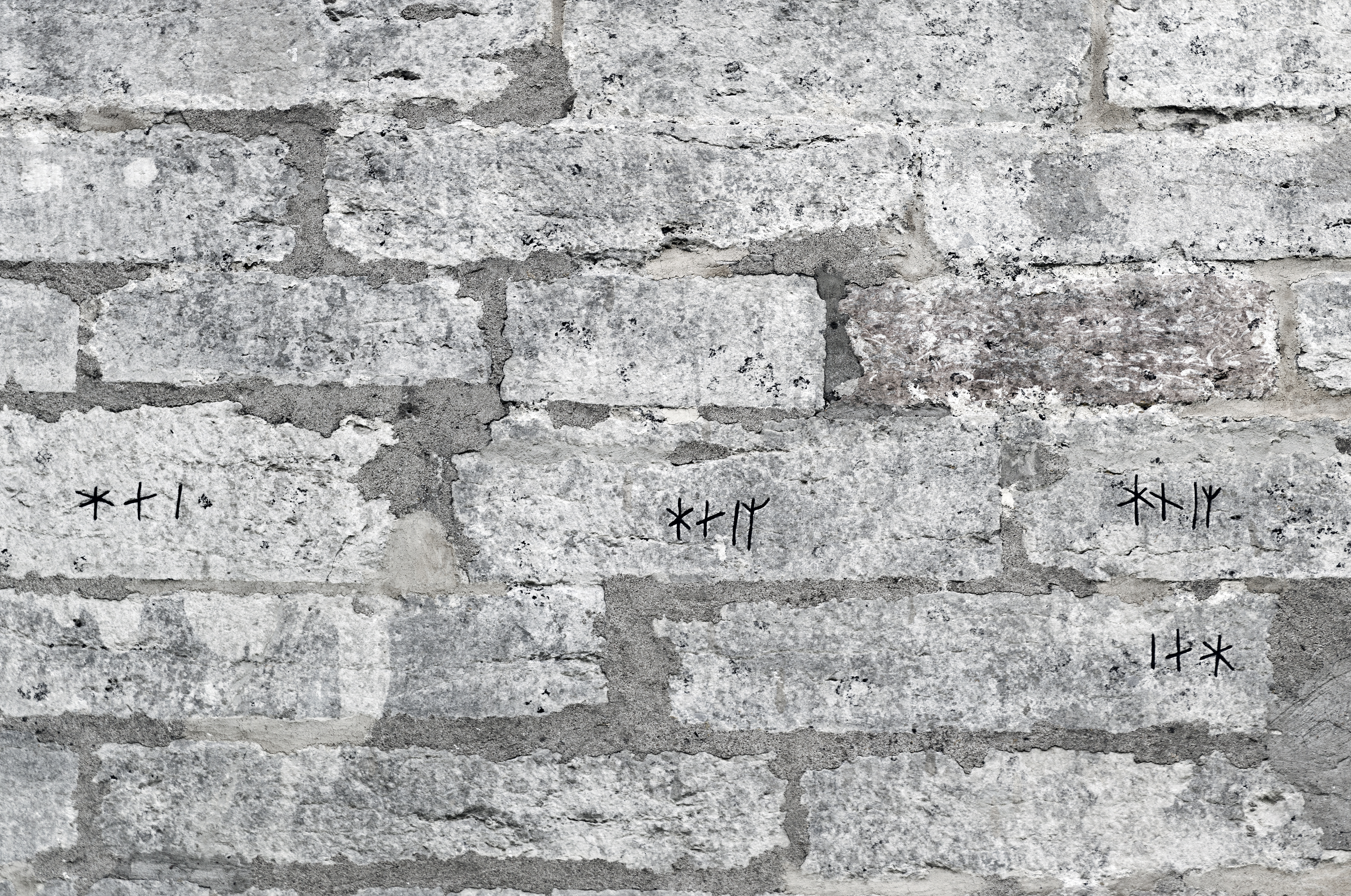
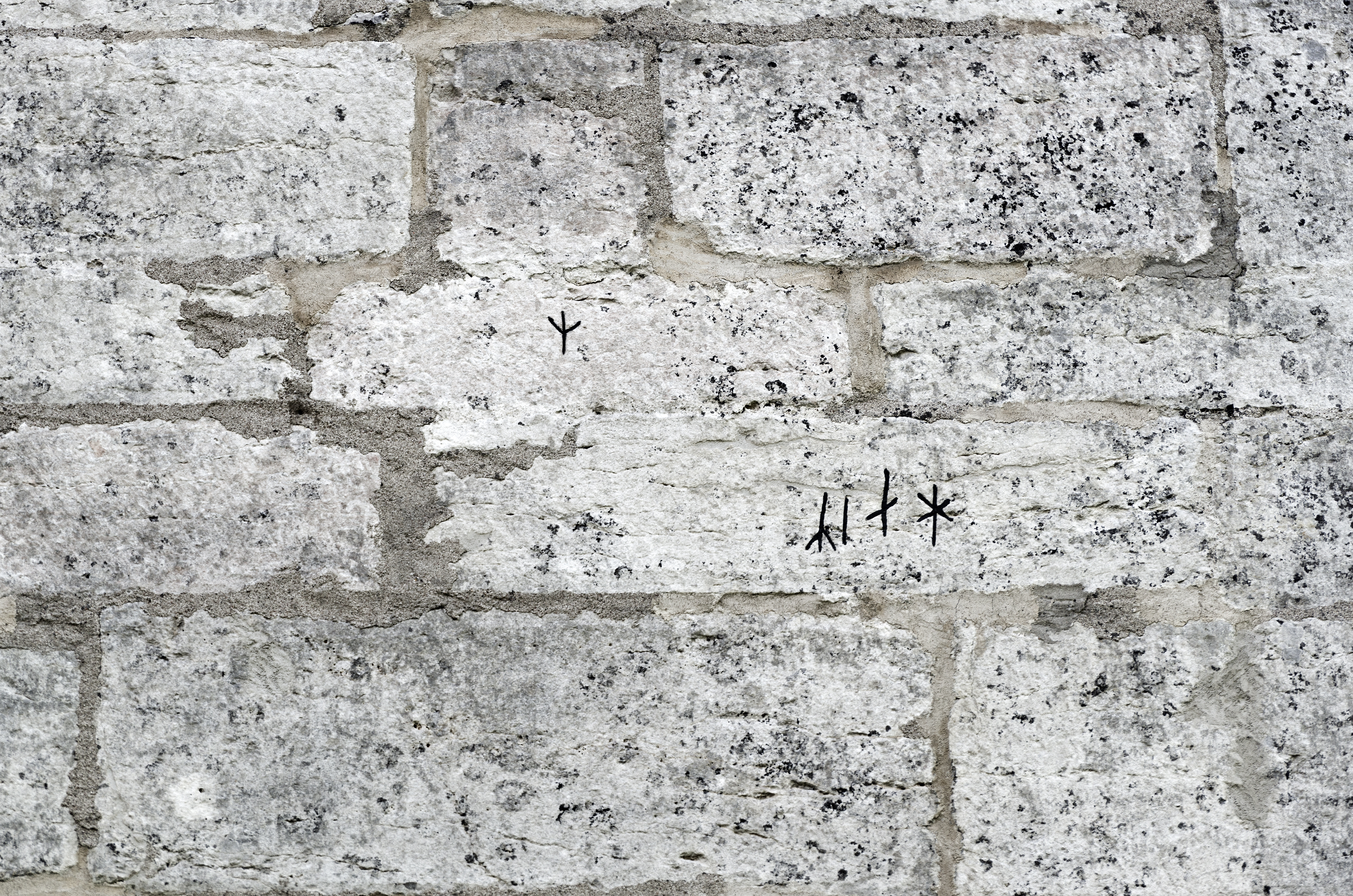
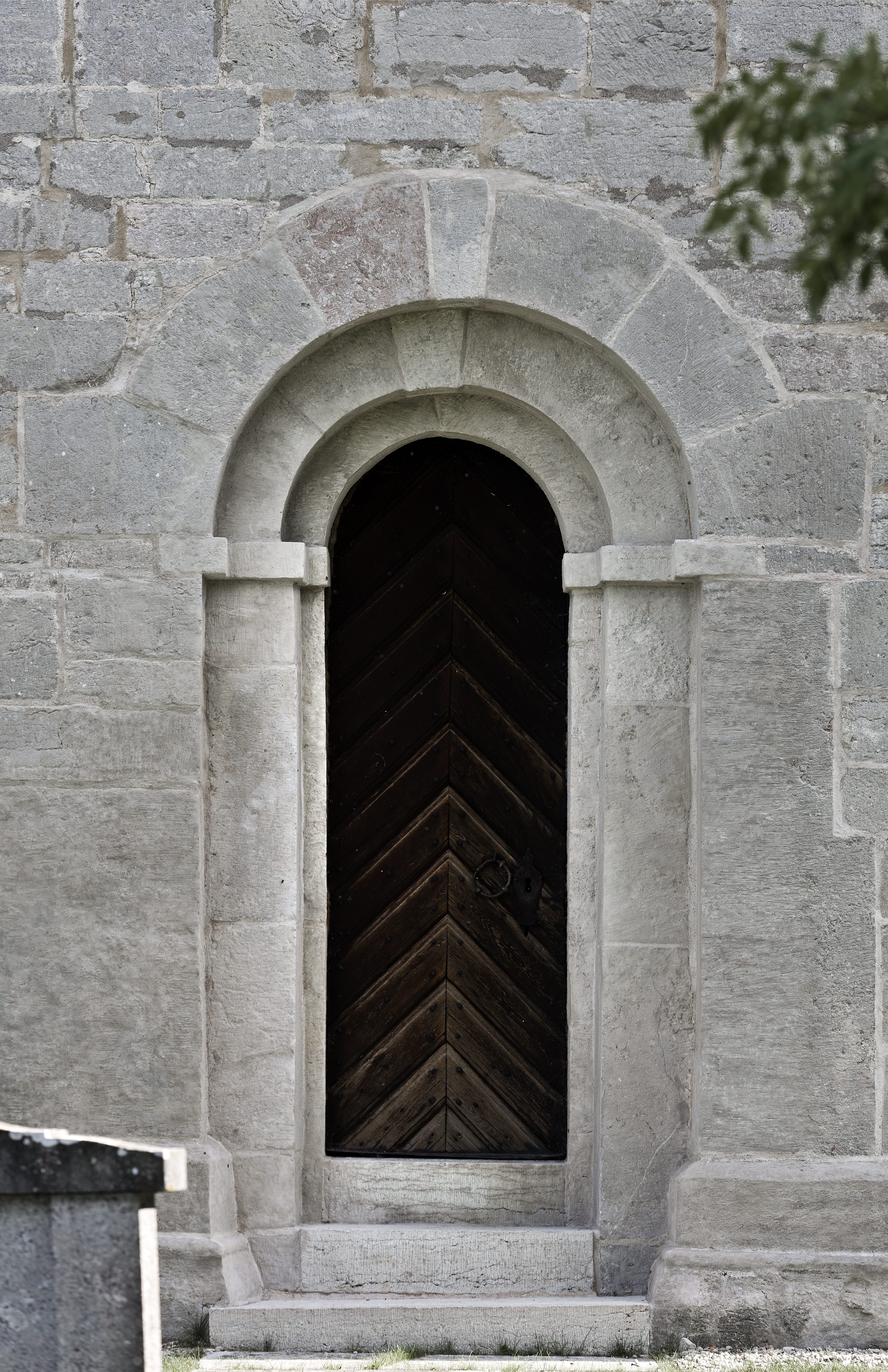
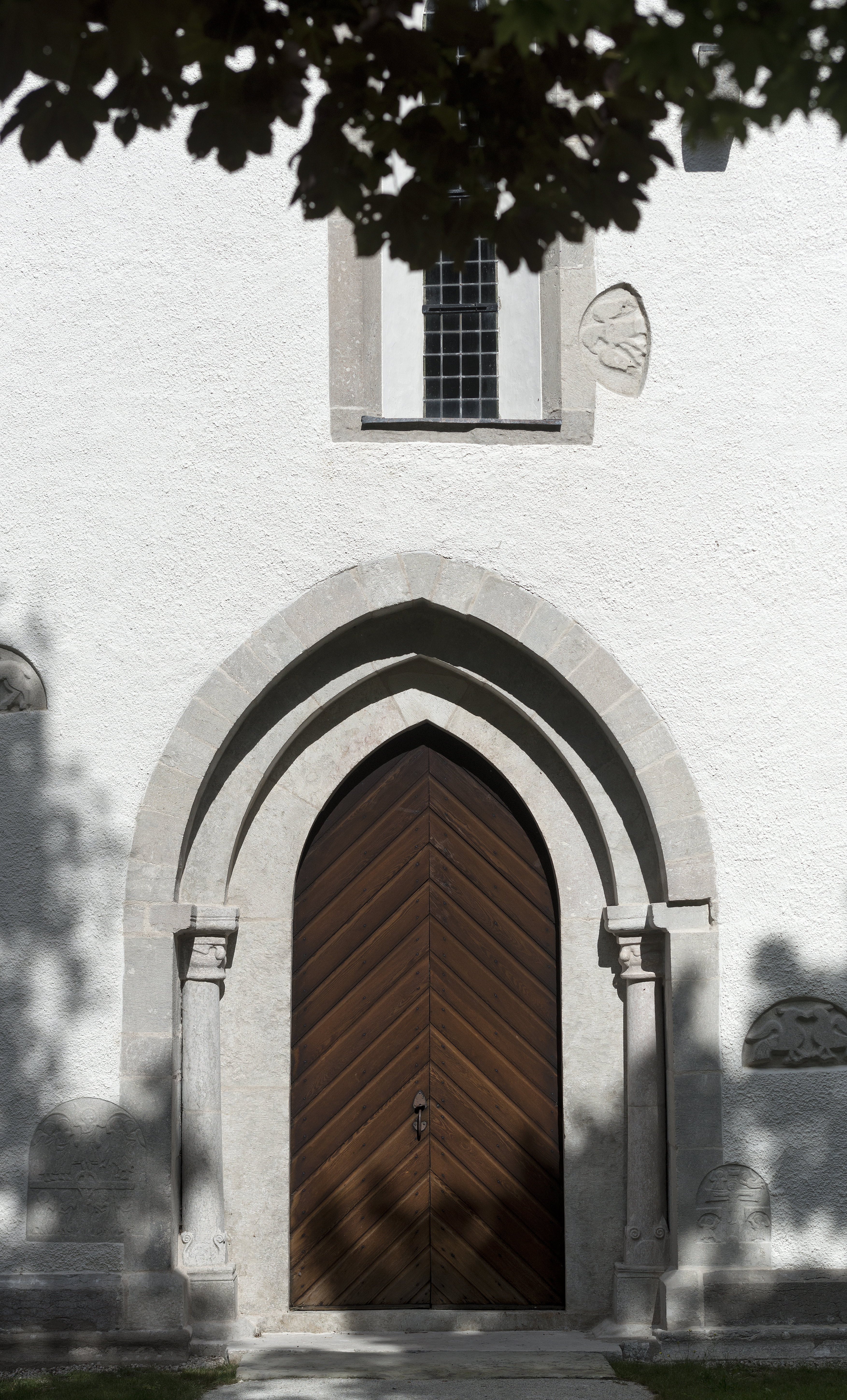
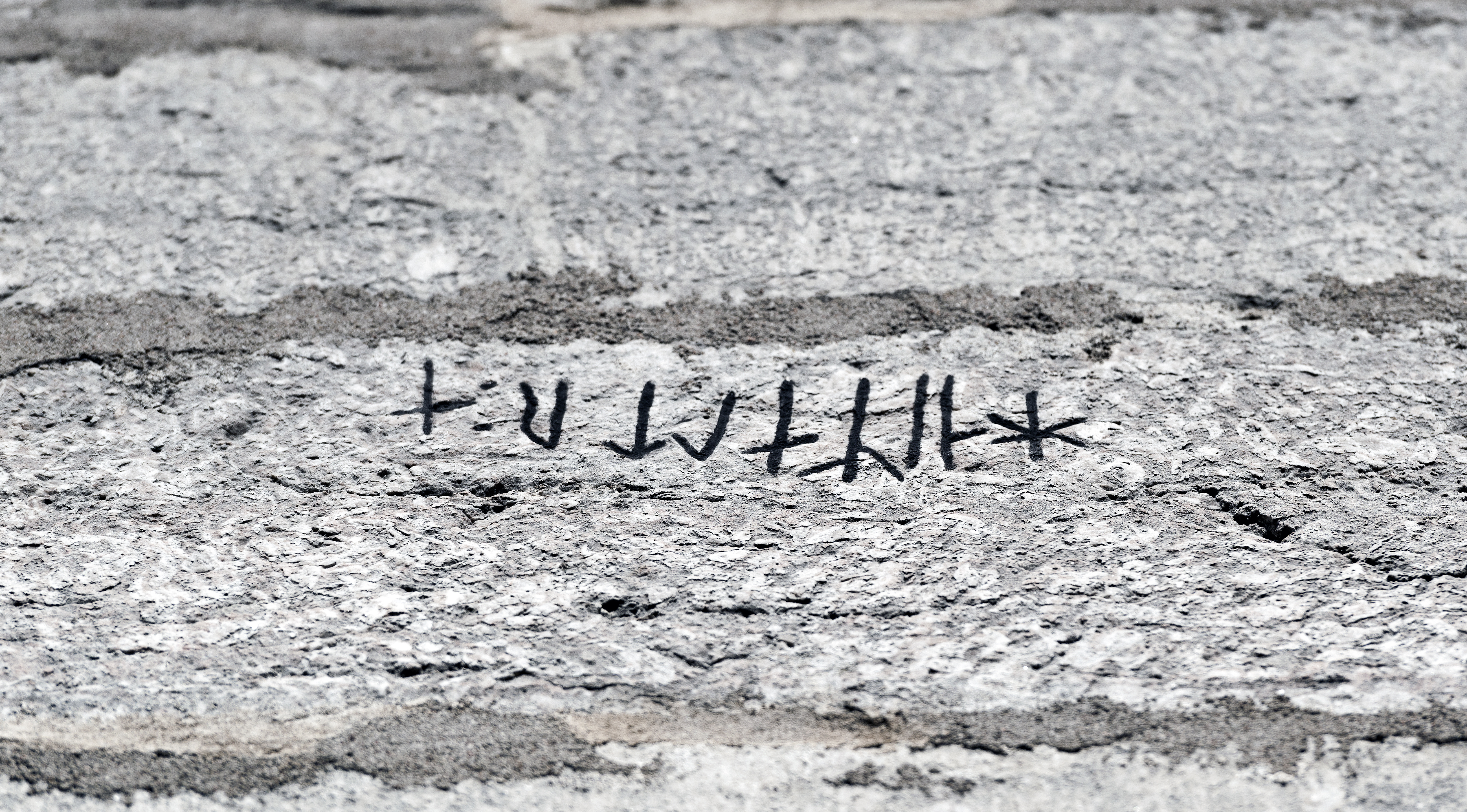
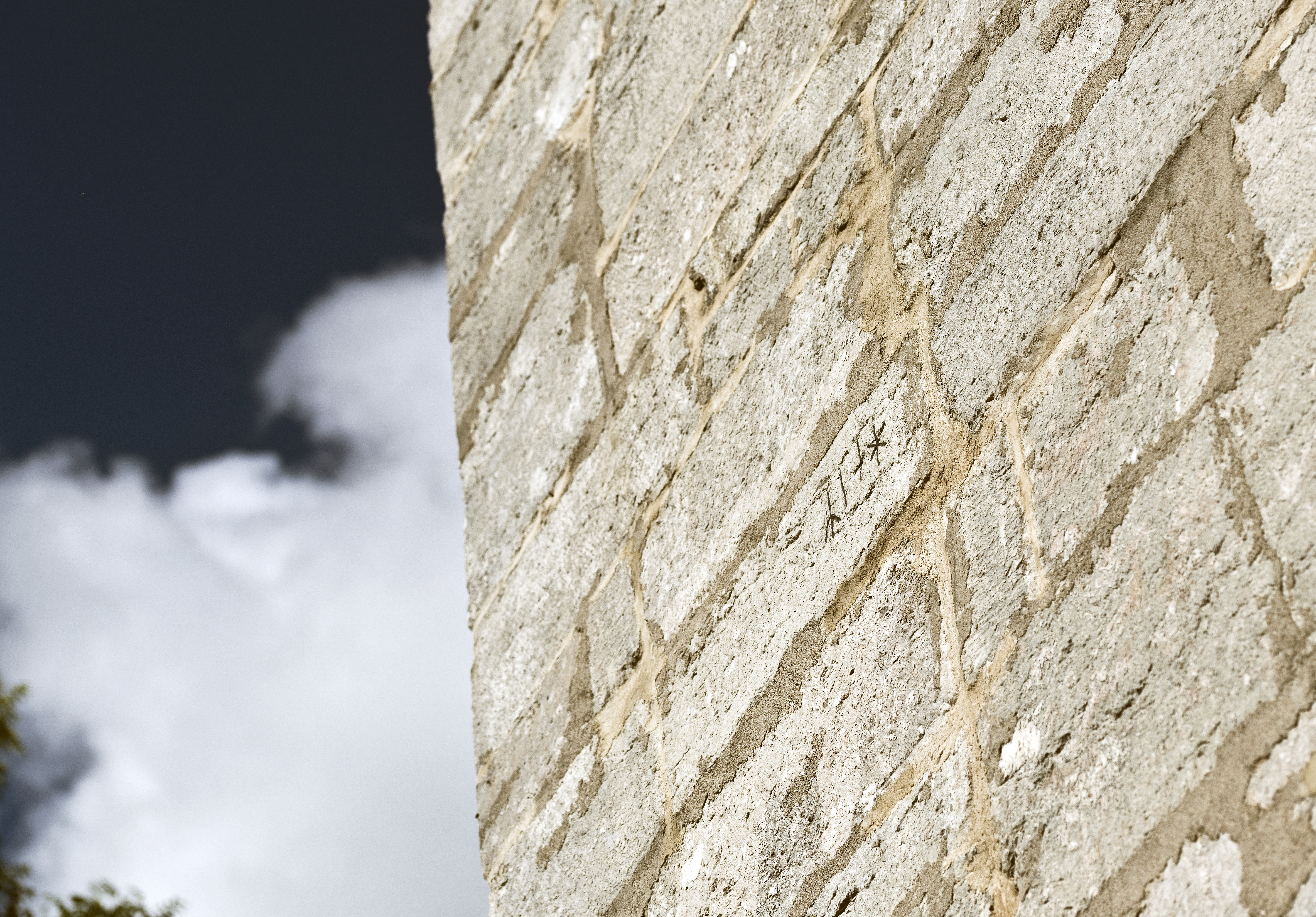